# Saint-Germain-d'Arcé
Saint-Germain-d'Arcé é uma comuna francesa na região administrativa do País do Loire, no departamento de Sarthe. Estende-se por uma área de 29.3 km². Em 2010 a comuna tinha 340 habitantes (densidade: 11,6 hab./km²).